# Pen (città)
Pen è una città dell'India di 30.203 abitanti, situata nel distretto di Raigad, nello stato federato del Maharashtra. In base al numero di abitanti la città rientra nella classe III (da 20.000 a 49.999 persone).

## Geografia fisica
La città è situata a 18° 45' 0 N e 73° 4' 60 E e ha un'altitudine di 17 m s.l.m..

## Società

### Evoluzione demografica
Al censimento del 2001 la popolazione di Pen assommava a 30.203 persone, delle quali 15.849 maschi e 14.354 femmine. I bambini di età inferiore o uguale ai sei anni assommavano a 3.474, dei quali 1.849 maschi e 1.625 femmine. Infine, coloro che erano in grado di saper almeno leggere e scrivere erano 24.229, dei quali 13.294 maschi e 10.935 femmine.